# Tiffany Case
Tiffany Case è un personaggio del romanzo di Ian Fleming Una cascata di diamanti e dell'omonimo film del 1971, l'ultimo appartenente alla serie ufficiale interpretato da Sean Connery. È interpretata dall'attrice statunitense Jill St. John.

## Caratteristiche
Tiffany Case è una contrabbandiera professionista che lavora a sua insaputa per la SPECTRE. Donna di forte temperamento e di forte carattere con gli uomini, è coinvolta in un traffico di diamanti tra Olanda e Stati Uniti per conto di Ernst Stavro Blofeld, capo dell'organizzazione criminale. Nel film si evince l'origine del suo nome, legato all'accidentale luogo di nascita: Tiffany & Co.. Si presenta spesso in bikini e guida una Ford Mustang di colore rosso.

## Film
Bond viene inviato ad Amsterdam per indagare su un traffico illecito di diamanti provenienti dal Sudafrica. Grazie all'aiuto del servizio segreto britannico, viene catturato il contrabbandiere Peter Franks del quale 007 assumerà l'identità. Sotto falso nome dunque si dirige a casa di Tiffany Case, ed è qui che avviene il loro primo incontro. Entrato - vista per un momento la donna di spalle con capigliatura bionda - viene fatto accomodare e viene invitato a servirsi da bere. Qualche momento dopo, Tiffany Case farà il proprio ingresso in scena vestita di un bikini beige e i capelli castani. È a questo punto che avviene il primo scambio di battute tra i due; dopo l'osservazione avanzata in merito da Bond: "Ma non era bionda?", Tiffany risponderà con un'affermazione eloquente: "È possibile [...] ma nel mio caso si dovrà accontentare di fare testa o croce".
L'atteggiamento finora distaccato è giustificato dal sospetto che la donna nutre nei confronti della falsa identità di Bond. L'invito a servirsi da bere non era altro che una trappola, un modo per verificare, grazie all'analisi delle impronte digitali, chi realmente fosse il suo ospite. Fortunatamente, per mezzo di un congegno inventato da Q, 007 riuscirà a farsi passare per Peter Franks ottenendo così la fiducia di Tiffany.
Il secondo incontro avviene ancora una volta ad Amsterdam. Il vero Peter Franks, fuggito dalla cattura servizio segreto britannico, si dirige pericolosamente verso il palazzo di Tiffany pronto a rovinare i piani. Bond, ricevuta la notizia, interviene tempestivamente e sotto gli occhi della donna lo uccide dopo un combattimento avvenuto in ascensore. Lestamente 007 sostituisce i documenti di Franks con i suoi facendo apparire - rimanendo così fedele alla sua falsa identità - che a essere morto fosse James Bond. A questa notizia Tiffany è shockata, e ordinerà a Bond-Franks di condurre il trasporto dei diamanti a Los Angeles.
L'affare dei diamanti si fa via via più complicato; infatti, una volta a Los Angeles, Bond ritroverà Tiffany nella propria stanza d'albergo, distesa sul letto in atteggiamento seducente. Dopo aver consumato una notte d'amore i due si accordano per concludere insieme il furto e divengono così alleati.  
I diamanti vengono fatti recapitare al casinò, così Tiffany si dirige a prelevarli inconsapevole di essere vittima di un inganno di Bond. Fortunatamente però la donna riesce a scappare e ritrova Bond. Qui i ruoli si chiariranno: Tiffany scoprirà la vera identità di Bond-Franks e inizierà una collaborazione che li vedrà uniti nell'affare dei diamanti, un affare che ben presto condurrà Bond a scoprire i piani segreti di Ernst Stavro Blofeld.
Alla fine, Tiffany fingerà di essere la donna di Blofeld e sfruttando questo doppio ruolo riuscirà ad aiutare 007 nello sventare i piani del cattivo, e l'ultima scena vedrà i due prender parte ad una crociera romantica.